# Lure (Frankrijk)
Lure (Duits: Lüders) is een gemeente in het Franse departement Haute-Saône in de regio Bourgogne-Franche-Comté. Lure telde op 1 januari 2022 7.912 inwoners. De plaats is de onderprefectuur van het departement en hoofdplaats van het arrondissement Lure. Naast het arrondissement Lure maakt Lure ook deel uit van het Communauté de communes du pays de Lure.
De Sint-Martinuskerk (église Saint-Martin) dateert van 1745 en haar toren van 1863. Ze kwam in de plaats van een gotische kerk uit 1556.

## Historie
Lure was een abdijvorstendom verbonden met dat van Murbach. De sous-préfecture is gevestigd in de voormalige abdijgebouwen. Deze werden gebouwd in 1519 en sterk verbouwd in de 19e eeuw nadat de abdij in 1765 geseculariseerd werd. Voortaan huisden kanunniken in de abdij. De abdijkerk van het midden van de 18e eeuw werd na de Franse Revolutie verkocht en werd afgebroken in 1797.
De stad was omgeven door een dubbele gracht en een stadsmuur uit de 14e eeuw met daarin twee poorten. In 1636 en opnieuw in 1720 woedden er grote stadsbranden.
In 1679, nadat de stad bezet was door Franse troepen, werd Lure aangehecht bij Franche-Comté en bij Frankrijk.
In 1858 kreeg de stad een treinstation en tussen 1903 en 1938 was er ook een stoomtram.

## Geografie
De oppervlakte van Lure bedroeg op 1 januari 2022 24,31 vierkante kilometer; de bevolkingsdichtheid was toen 325,5 inwoners per km². De Ognon stroomt langs de plaats. Het lac de la Font is een meer gevormd door water van de Ognon.
De onderstaande kaart toont de ligging van Lure met de belangrijkste infrastructuur en aangrenzende gemeenten.

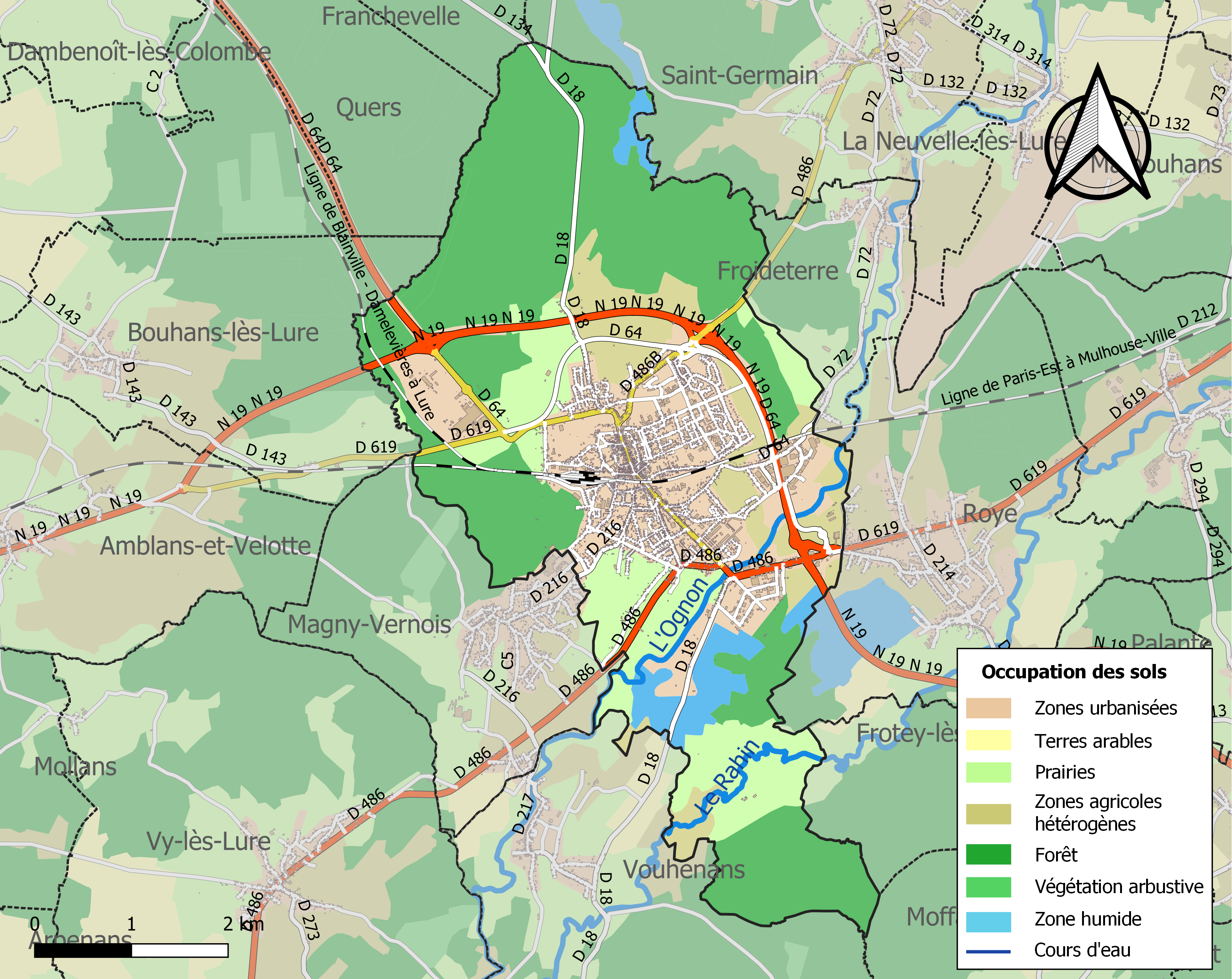

## Verkeer en vervoer
In de gemeente ligt spoorwegstation Lure.
De autoweg N19 loopt door de gemeente.

## Demografie
Onderstaande figuur toont het verloop van het inwonertal (bron: INSEE-tellingen).

## Sport
Lure was één keer etappeplaats in de wielerkoers Ronde van Frankrijk. Op 19 september 2020 startte er de twintigste etappe naar La Planche des Belles Filles. De Sloveen Tadej Pogačar won deze etappe en veroverde de gele trui.

## Geboren
- Georges Colomb (1856-1945), pedagoog
- Romain Hamouma (1987), voetballer